# 몽구스여우원숭이
몽구스여우원숭이(Eulemur mongoz)는 여우원숭이과에 속하는 영장류의 일종이다. 키는 30 – 46 cm, 꼬리는 40 – 63 cm 정도이다. 몽구스여우원숭이는 마다가스카르의 마다가스카르 낙엽성 숲 뿐만 아니라, 코모로 제도의 코모로 숲에도 산다.
몽구스여우원숭이는 주로 과일을 먹지만 꽃과 잎 그리고 꽃꿀 또한 먹이의 일부이다. 계절에 따라서 주행성 또는 야행성 생활을 한다.
몽구스여우원숭이는 나무 위에서 주로 생활하는 수목형 동물로, 보통 한 마리의 짝과 1 ~ 4마리의 새끼로 이루어진 작은 가족 집단 내에서 산다. 이들 집단은 서로 잘 만나지 않지만, 만나게 되면 서로 공격적이 된다.